# بریج‌پورت (نیویورک)
بریج‌پورت (به انگلیسی: Bridgeport) یک منطقهٔ مسکونی در ایالات متحده آمریکا است که در نیویورک واقع شده‌است. بریج‌پورت ۴٫۷ کیلومتر مربع مساحت و ۱٬۴۹۰ نفر جمعیت دارد و ۱۱۹ متر بالاتر از سطح دریا واقع شده‌است.